# Нижня Яблінка
Нижня Яблінка (словац. Nižná Jablonka) — село в Словаччині, Гуменському окрузі Пряшівського краю. Розташоване в північно-східній частині Словаччини недлеко кордону з Польщею.

## Історія
Давнє лемківське село. Уперше згадується у 1436 році.

## Пам'ятки
У селі є греко-католицька церква Успіння Пресвятої Богородиці з 1755 року в стилі бароко, перебудована у 1811 році в стилі класицизму, з 1988 року національна культурна пам'ятка та православна церква Успіння Пресвятої Богородиці з 21 століття.

## Населення
| Рік:            | 1993 | 2003    | 2013     | 2023     |
| --------------- | ---- | ------- | -------- | -------- |
| Кількість осіб: | 173  | 169     | 195      | 136      |
| Різниця:        |      | -2,31 % | +15,38 % | -30,25 % |

| Рік:            | 2022 | 2023    |
| --------------- | ---- | ------- |
| Кількість осіб: | 137  | 136     |
| Різниця:        |      | -0,72 % |

У селі проживає 177 осіб.
Національний склад населення (за даними останнього перепису населення — 2001 року):
- словаки — 76,67 %
- русини — 20,56 %
- українці — 1,67 %
- цигани (роми) — 0,56 %

Склад населення за приналежністю до релігії станом на 2001 рік:
- греко-католики: 54,44 %,
- православні: 21,11 %,
- римо-католики: 14,44 %,
- не вважають себе віруючими або не належать до жодної вищезгаданої церкви: 10,00 %